# Segundo Gobierno García-Page
El Segundo Gobierno García-Page fue el ejecutivo regional de la comunidad autónoma española de Castilla-La Mancha, conformado en julio de 2019 y disuelto en julio de 2023, correspondiente al segundo mandato como presidente de la Junta de Comunidades de Castilla-La Mancha de Emiliano García-Page (PSOE).

## Historia
Emiliano García-Page tomó posesión de su segundo mandato como presidente de la Junta de Comunidades de Castilla-La Mancha el 6 de julio. Los consejeros tomaron posesión de sus cargos el lunes 8 de julio.
| Partido político                                            |                                                                  | Partido Socialista Obrero Español                                    | Partido Socialista Obrero Español |
| Partido político                                            | Independiente                                                    |                                                                      |                                   |
| Presidencia                                                 |                                                                  |                                                                      |                                   |
| Presidente de la Junta de Comunidades de Castilla-La Mancha |                                                                  | Emiliano García-Page Sánchez 6 de julio de 2019 - 8 de julio de 2023 |                                   |
| Vicepresidencia                                             |                                                                  |                                                                      |                                   |
| Vicepresidente                                              |                                                                  | José Luis Martínez Guijarro 8 de julio de 2019 - 11 de julio de 2023 |                                   |
| Consejerías                                                 |                                                                  |                                                                      |                                   |
| Economía, Empresas y Empleo                                 |                                                                  | Patricia Franco Jiménez 8 de julio de 2019 - 11 de julio de 2023     |                                   |
| Hacienda y Administraciones Públicas                        |                                                                  | Juan Alfonso Ruiz Molina 8 de julio de 2019 - 11 de julio de 2023    |                                   |
| Igualdad y portavoz                                         |                                                                  | Blanca Fernández Morena 8 de julio de 2019 - 11 de julio de 2023     |                                   |
| Sanidad                                                     |                                                                  | Jesús Fernández Sanz 8 de julio de 2019 - 11 de julio de 2023        |                                   |
| Agricultura, Agua y Desarrollo Rural                        |                                                                  | Francisco Martínez Arroyo 8 de julio de 2019 - 11 de julio de 2023   |                                   |
| Educación                                                   |                                                                  | Rosa Ana Rodríguez 8 de julio de 2019 - 11 de julio de 2023          |                                   |
| Fomento                                                     |                                                                  | Ignacio Hernando Serrano 8 de julio de 2019 - 11 de julio de 2023    |                                   |
| Bienestar Social                                            |                                                                  | Aurelia Sánchez Navarro 8 de julio de 2019 - 6 de abril de 2021      |                                   |
| Bienestar Social                                            | Bárbara García Torijano 6 de abril de 2021 - 11 de julio de 2023 |                                                                      |                                   |
| Desarrollo Sostenible                                       |                                                                  | José Luis Escudero Palomo 8 de julio de 2019 - 11 de julio de 2023   |                                   |